# Bertell Ollman
Bertell Ollman est un universitaire américain né le 30 avril 1935 à Milwaukee, penseur marxiste et spécialiste de la dialectique.

## Biographie
Après un doctorat à Oxford, Bertell Ollman est devenu professeur de théorie politique à l'université de New York. Michael Löwy en brosse le portrait suivant : « (…) philosophe marxiste remarquable et dialecticien éminent. Son brillant ouvrage de 1971 Alienation, Marx's Conception of Man in Capitalist Society a connu non moins de treize rééditions. Parmi ses qualités, il faut souligner la créativité et -chose rare chez les intellectuels de gauche - le sens de l'humour » (préface de La Dialectique mise en œuvre). Bertell Ollman est également l'inventeur de Lutte des classes, une version marxiste et subversive du jeu de société, dans l'esprit du Monopoly.

## Idées
"Loin de servir d'épitaphe du marxisme, il se pourrait que les transformations en Europe de l'Est aient rendu la méthode dialectique de Marx, et un marxisme d'essence dialectique, plus indispensables que jamais." (La dialectique mise en œuvre, préface de Michael Löwy, syllepse, Paris, 2005, p. 16-17).

### Ouvrages
- Alienation, Cambridge University Press, 1976

- Dialectical Investigations (Routledge, New York, 1993)

- Dance of the dialectic (University of Illinois Press, 2003)

- La dialectique mise en œuvre - Le processus d'abstraction dans la méthode de Marx, syllepse, préface de Michael Löwy, syllepse, Paris, 140p., 2005

### Jeux de société
- La lutte des classes (Class Struggle), Class Struggle Inc., Année 1979[1]

### Sites
- (en) dilecticalmarxism.com
- (en) dialectical inquiery